# Achaimenovci
Achaimenovci (staropersky 𐏃𐎧𐎠𐎶𐎴𐎡𐏁𐎡𐎹, Hachámanišijá) byli vládnoucí dynastií ve starověké Persii a zároveň prvním známým panovnickým rodem indoevropského etnika Peršanů. Své pojmenování získali podle pololegendárního kmenového vůdce Achaimena (staropersky Hachámaniš), který žil v první polovině 7. století př. n. l.

## Počátky
Nejstarší dějiny Peršanů a tedy i jejich vládnoucího rodu Achaimenovců jsou opředeny mnoha nejasnostmi a záhadami. Někdy se přijímá, že perské kmeny přišly do oblasti pozdější Persidy (Pársy) v rámci velké migrace íránských etnik (k nimž patřili i Médové a Baktrové) v 2. tisíciletí př. n. l. Existují však i názory, které dávají do souvislosti s Peršany kmenovou skupinu Parsua, dosvědčenou v asyrských pramenech pro oblast jižně od Urmijského jezera. V takovém případě by Peršané pronikli do krajů íránské vysočiny nejdříve na počátku 7. století př. n. l.
Podle tradice zahrnovalo teritorium ovládané Achaimenovci většinu historické Persidy a část někdejších držav Elamitů (Anšan). Po smrti Achaimenova syna Teispa kolem roku 640 př. n. l. bylo pak toto teritorium rozděleno mezi jeho syny Kýra I. (Anšan) a Ariamna (Persis). Oba sledovali odlišnou politiku. Zatímco Kýros respektoval vzrůstající moc Médů na severu a nakonec se stal jejich vazalem, Ariamnés usiloval o nezávislost na sousedech, čímž proti sobě popudil médského krále. Ten pak správu Persidy předal Kýrovi a Ariamna sesadil.

## Vzestup

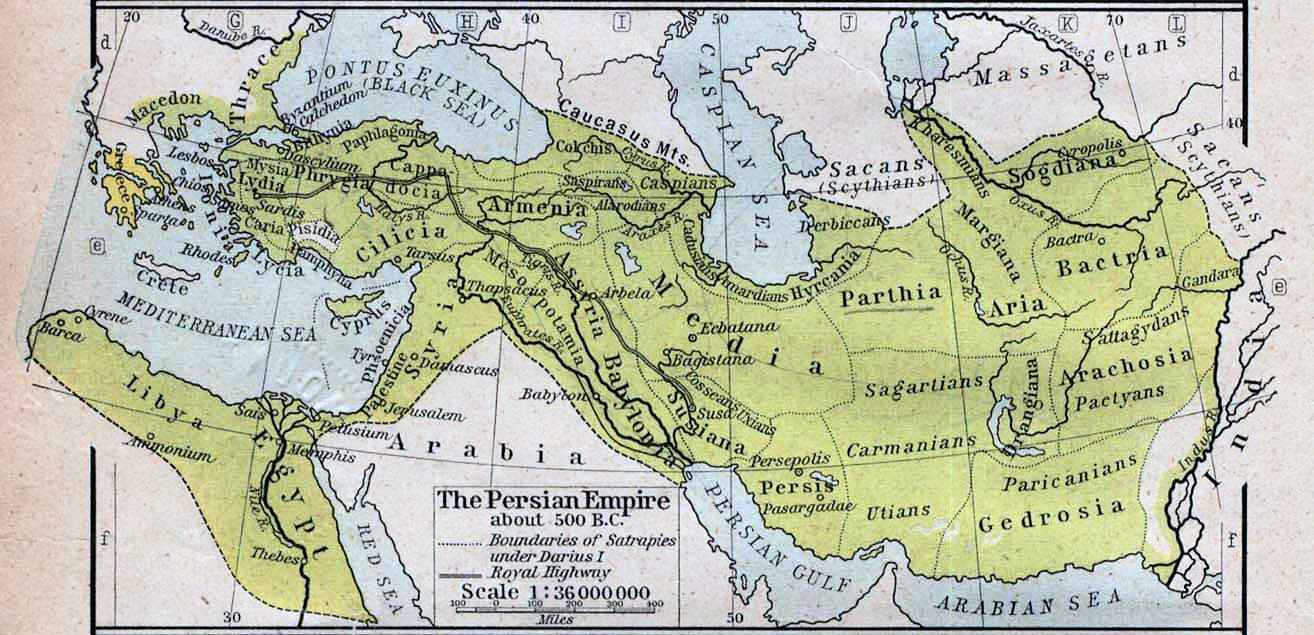
Achaimenovská říše kolem roku 500 př. n. l.

Po roce 620 př. n. l. posílili Médové svou vládu v íránských krajích natolik, že mohli ve spojení s chaldejskou dynastií v Babyloně vyvrátit asyrskou říši, skutečnou velmoc na Předním východě. O postavení perských panovníků v rámci médské říše se dochovalo jen minimum zpráv, existují však náznaky, že za vlády krále Kambýsa I. (cca 600–559 př. n. l.) konsolidovali Peršané svou moc v oblasti, což později umožnilo Kambýsovu synu Kýrovi II. zahájit rychlé výboje.
Kolem roku 560 př. n. l. se médská říše rozkládala od nejzazších výběžků íránské vysočiny na východě až k pomezí Mezopotámie a řece Halys (dnes Kızılırmak) v Malé Asii. Řeka Halys tvořila od roku 585 př. n. l. hranici mezi médskou a lýdskou říší, poté, co mezi oběma státními útvary proběhla krátká válka. Zdálo se, že mezi Lýdií, Médií a Babylonií vládne těžko narušitelná mocenská rovnováha.
Tato vnějšková stabilita na Předním východě však vzala za své hned v prvních letech vlády nového perského krále Kýra II. (559–530 př. n. l.), muže spřízněného dle řeckých pramenů s médským králem Astyagem (Ištumegu). Kýrovi stačilo pouhé jedno desetiletí, aby nejenom svrhl nadvládu Médů, ale také dobyl celé teritorium jejich říše včetně hlavního města Ekbatan (asi v letech 550/549 př. n. l.).
Expanze Peršanů tím jen nabyla na obrátkách. Na podzim roku 547 př. n. l. porazil Kýros u Pterie vojska lýdského krále Kroisa a přivtělil Lýdii i s maloasijskými řeckými obcemi ke svým državám. Následovalo opanování Baktrie, ležící v dnešním Afghánistánu, a roku 539 př. n. l. i obsazení hlavního města chaldejských králů, Babylonu – perské imperium Achaimenovců bylo na světě.

## Perští velkokrálové

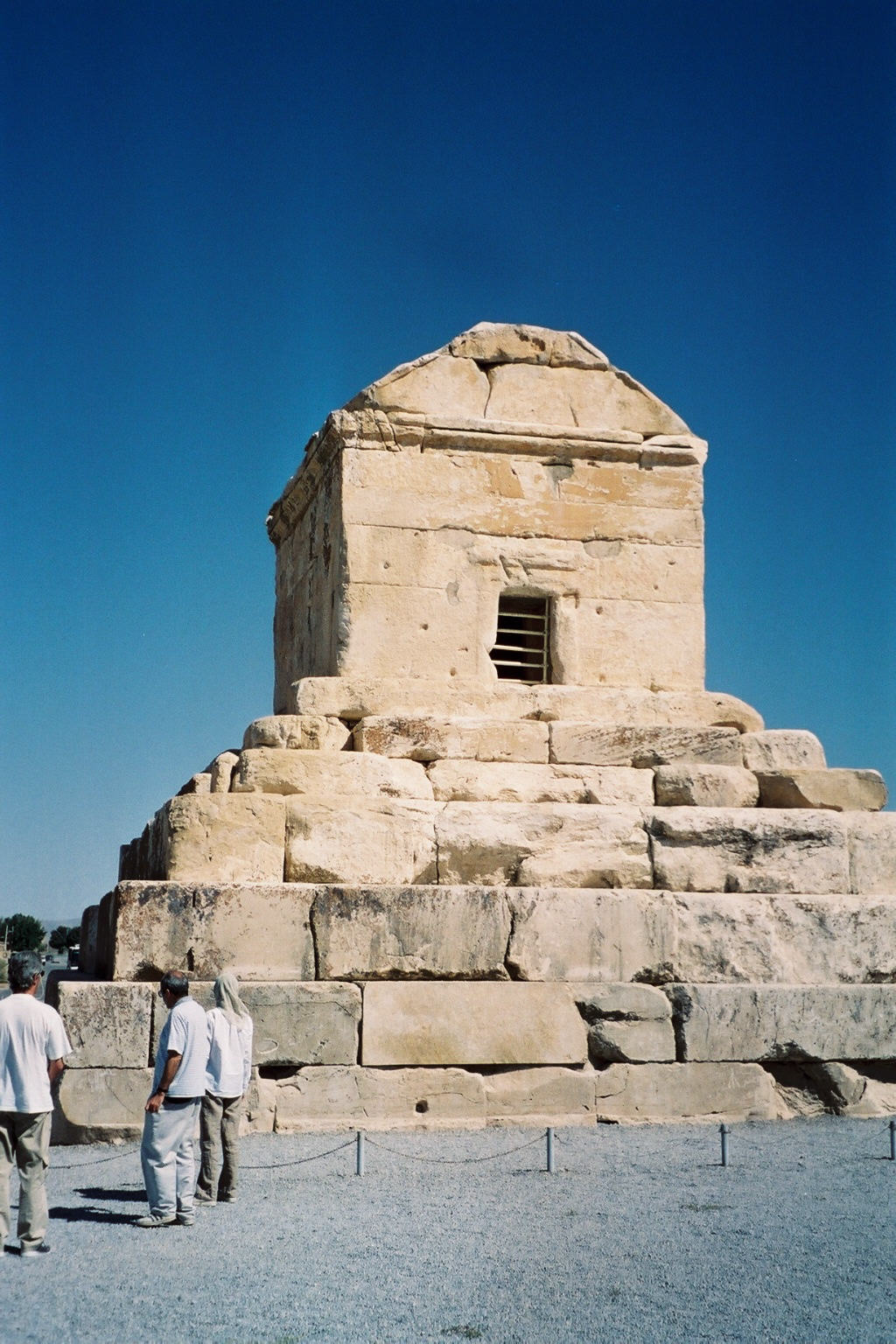
Kýrova hrobka v Pasargadech

Po úspěšném ovládnutí tří velkých říší zbývalo Kýrovi již pouze zabezpečit severovýchodní hranice státu, které stejně jako v médských dobách ohrožovala různá etnika, většinou skythského původu. Král vsadil v boji proti středoasijským nomádům na ofenzivní politiku a zpočátku se zdálo, že i tentokrát dosáhne rychlého vítězství. Avšak roku 530 př. n. l. nečekaně padl v bitvě s Massagety, aniž by své zakladatelské dílo mohl dokončit. Místem jeho posledního odpočinku se stala nová rezidence Pasargady v severní Persidě.

### Kambýsés II. a krize říše

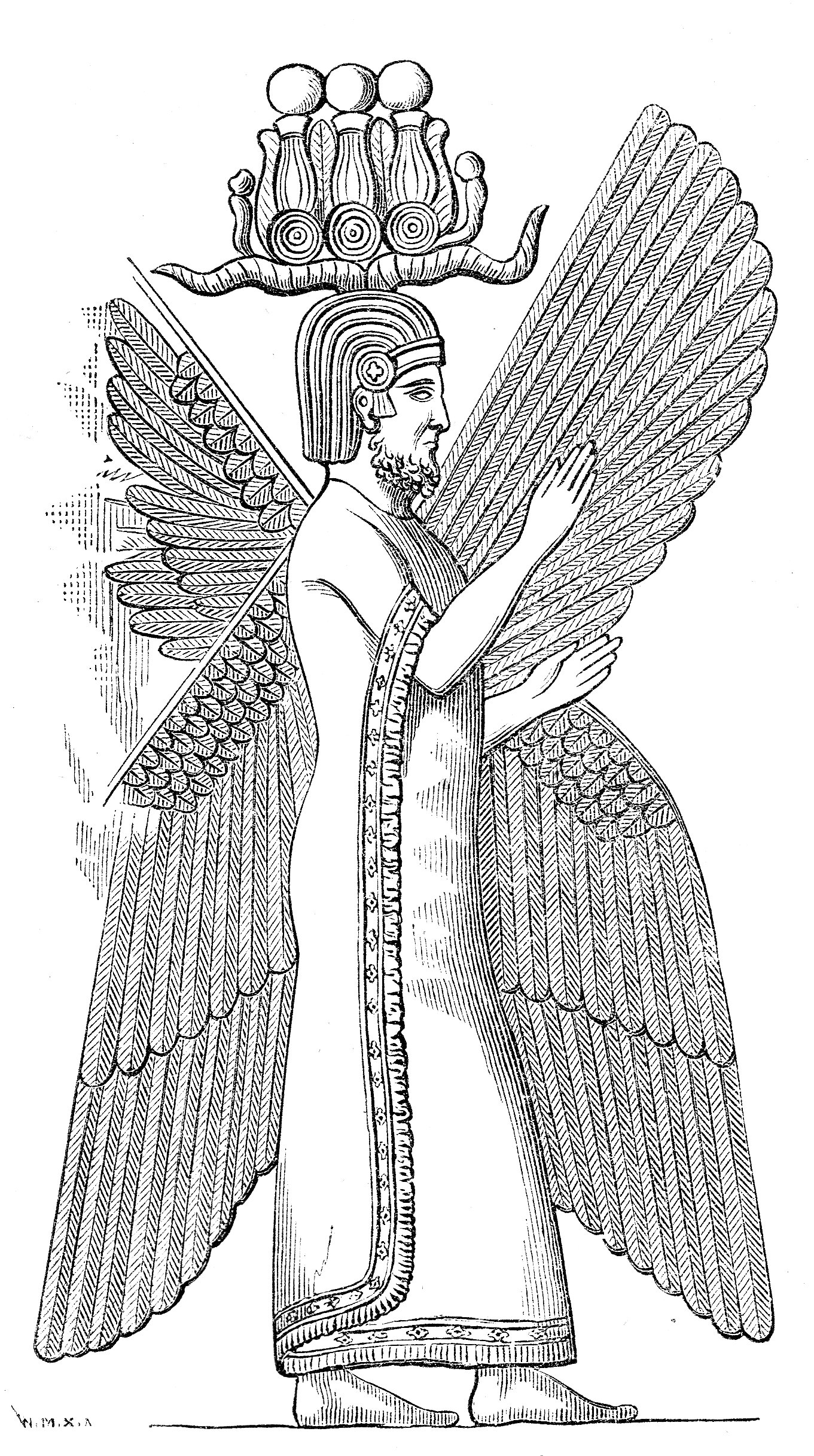
Reliéf s Kýrem II. Velikým, zakladatelem perské říše

Kýrův nejstarší syn a nástupce Kambýsés II. (530–522 př. n. l.) zahájil svoji vládu tím, že zorganizoval trestnou výpravu proti stepním národům a stabilizoval poměry na severovýchodě říše. Jeho hlavní snahou bylo upevnit královskou autoritu uvnitř a za tímto účelem byla zosnována vražda mladšího Kýrova syna Smerdia (Bardiji), zastávajícího funkci místodržitele Východu.
I Kambýsés II. pomýšlel na vnější expanzi. Již jeho otec plánoval expedici proti Egyptu, bohaté zemi na pomezí Afriky a Asie a zároveň poslední říši starověkého Orientu, jež si dosud zachovávala nezávislost. Kýrovi tažení znemožnila smrt na bojišti, ale to neznamenalo, že by Peršané pustili celou věc ze zřetele. Kambýsés hodlal otcovy plány převést do reality.
Z vojenského hlediska proběhla výprava nadmíru úspěšně – Kambýsova vojska porazila jednotky faraona Psammetika III. roku 525 př. n. l. u Pelúsia a zakrátko byl celý Egypt pevně v achaimenovských rukou. Avšak králův dlouhodobý pobyt mimo centrum říše spolu se značnými náklady na vojsko a zásobování měly za následek vzplanutí první revolty v dějinách mladé monarchie. Do jejího čela se postavil mág Gaumáta, muž neznámého původu, který se vydával za Smerdia, zavražděného Kambýsova bratra. Král sice po zprávách o povstání zahájil ihned pochod na východ, ale v Sýrii či Palestině nešťastnou náhodou zahynul. Tak začala první krize achaimenovského státu.
Téměř dva roky sužovaly perskou říši vnitřní konflikty, provázené zpustošením rozsáhlých oblastí. Lžismerdis Gaumáta byl brzy zavražděn mladým Achaimenovcem Dareiem, pocházejícím z Ariamnovy linie rodu, což nemínili akceptovat různí nápadníci trůnu v regionech, často reprezentující partikulární zájmy. Teprve koncem roku 521 př. n. l. získal nad situací kontrolu Dareios, ostatní pretendenti byli poraženi.

### Vláda Dareia I.

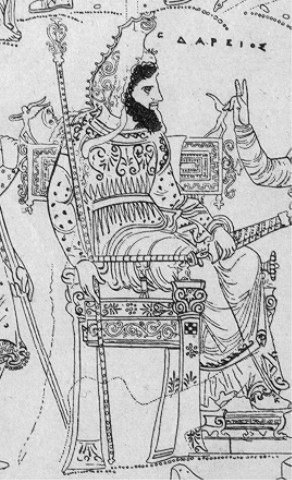
Vyobrazení Dareia I. na řecké váze

Nový perský král Dareios I. (522/521–486 př. n. l.) si za svůj hlavní úkol vytkl rozsáhlou administrativní reformu státu a namísto starého členění, zachovávajícího stav z předachaimenovských dob, dal zřídit zhruba stejně velké správní jednotky, tzv. satrapie, v jejichž čele stáli hodnostáři jmenovaní centrem. Dareios také založil novou královskou rezidenci Persepolis, kde v krátkém čase vyrostly nádherné paláce a reprezentativní budovy. Vedle toho proběhly ještě reformy ve vojenské a hospodářské sféře.
Kolem roku 513 př. n. l. došlo i na výboje, tentokrát zejména na Balkáně. Jejich důvodem bylo patrně stálé ohrožení severovýchodních hranic ze strany skythských nomádů, jemuž Peršané nebyli schopni zabránit. Dareios podle všeho usoudil, že když porazí evropské Skyty žijící v Přičernomoří, bude moci vpadnout jejich asijským příbuzným do zad. Ale výprava nedosáhla očekávaného efektu – Skythové před Peršany ustupovali do vnitrozemí a vyhýbali se rozhodující bitvě, až nakonec opatrný Dareios raději nastoupil zpáteční pochod. Jediným výsledkem tažení tak bylo, že Peršané získali předpolí na evropském kontinentu – Thrákii.
Tento územní zisk posunul říši do bezprostředního sousedství evropského Řecka, kde vývoj sledovali s pochopitelným znepokojením. Zvláště perské operace v egejské oblasti a podrobení makedonského krále autoritě Persepole vzbuzovaly obavy ze ztráty nezávislosti. Dareios I. podobné názory ještě
přiživil tím, že nabídku Athén na uzavření spojenectví interpretoval jako formální uznání perské dominance. Přesto nelze ze vzájemné nedůvěry vinit pouze krále.
V letech 500/499 př. n. l. propuklo v Malé Asii povstání řeckých obcí proti perské nadvládě (tzv. iónské povstání), jež napětí dále zvýšilo. Pod vedením Milétu se vzbouřenci dokonce zmocnili Sard, hlavního města lýdské satrapie, a také Kypr a Thrákie vypověděly králi poslušnost. Z evropských Řeků podporovali hnutí, i když spíše skromně, Athéňané a Eretrijci, nicméně Peršané nakonec odboj roku 494 př. n. l. potlačili (Mílét byl na odstrašení vypálen). Podpora rebelů ze strany Athén a Eretrie Dareia přesvědčila, že bude muset podniknout trestnou expedici do Evropy, pokud chce zabránit opakování předchozích událostí. Tak začalo období, pro něž se vžil název řecko-perské války.
Zpočátku měly navrch podle očekávání Dareiovy jednotky – roku 492 př. n. l. byla znovu podrobena Thrákie a o dva roky padla i Eretrie, kterou Peršané rozbořili. Při pokusu potrestat Athény však král narazil na nečekaný odpor a v bitvě u Marathónu utrpěl porážku. Třebaže to neznamenalo nijak dramatický obrat, Řekům vítězství pozdvihlo sebevědomí a umocnilo jejich odhodlání vzdorovat perské převaze. K nové výpravě už za Dareiova života nedošlo: zabránilo tomu povstání v Egyptě, které se protáhlo až do roku 485 př. n. l.

### Xerxés I. a jeho nástupci

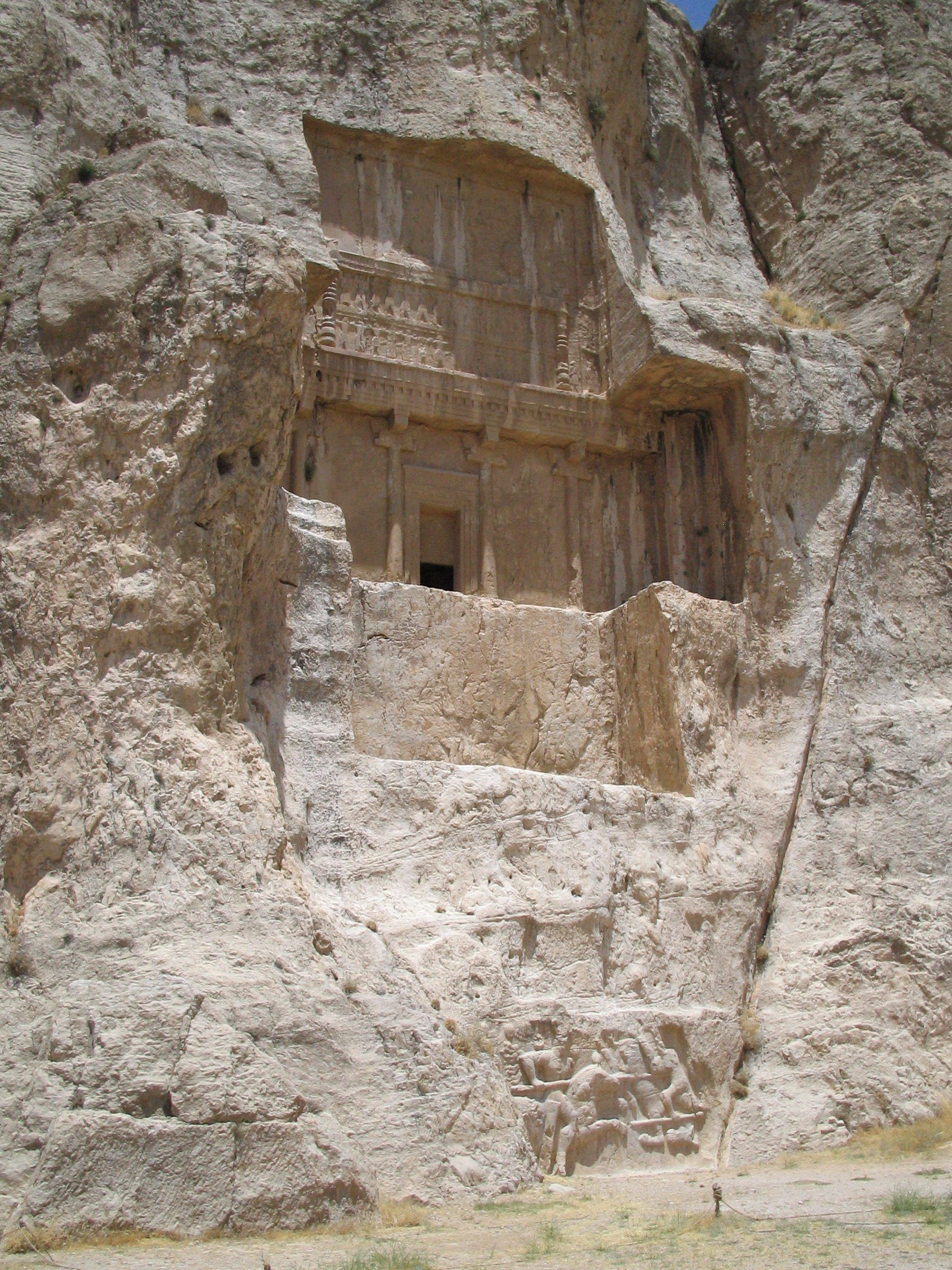
Jedna z achaimenovských královských hrobek v Nakš-e Rustamu

Dareiův nástupce Xerxés I. (486–465 př. n. l.) zpacifikoval nejprve Egypt a potlačil vzpouru v Babylonii a teprve pak se mohl věnovat nevyřešeným problémům na západní hranici. Na přelomu let 481/480 př. n. l. zahájil tažení proti evropskému Řecku v rozsahu, který dosud neměl obdoby. Jeho snahy byly zpočátku úspěšné: Athény, které jejich obyvatelstvo vyklidilo, byly obsazeny, Akropolis na odplatu za zničené Sardy vypálena a spojené spartsko-athénské vojsko utrpělo porážku v bitvě u Thermopyl. Přesto nakonec triumfovali Řekové, kteří roku 480 př. n. l. zničili perské loďstvo u Salamíny a o rok později zvítězili i v pozemní bitvě u Platají.
Tyto nezdary měly pro říši vážné důsledky. Řekové pod vedením Athén přešli do ofenzívy a postupně osvobodili většinu svých příbuzných v Malé Asii, zejména na západě. Jelikož Sparta, jedna z hlavních vojenských mocností v evropském Řecku, neprojevovala o válku s Persií zájem, zvýšil se význam Athén do té míry, že se z nich stal dočasně hegemon v egejské oblasti. Sami Athéňané tento vývoj urychlili založením délského spolku v roce 478 př. n. l. Pokud jde o Peršany, ti v podstatě jen bránili svrchovanost a integritu říše, strategická iniciativa přešla na jejich protivníky.
Celkově vzato procházela perská říše od osmdesátých let určitou stagnací, provázenou vnitřními nepokoji. Za Xerxova syna Artaxerxa I. (465–424 př. n. l.) vzplanula nová vzpoura v Egyptě, kterou se podařilo jen s velkou námahou potlačit. Došlo také k dynastickým rozbrojům, zvláště v letech 424–423 př. n. l., kdy se na trůně postupně vystřídali tři synové Artaxerxa I. Na druhé straně se stabilizovala situace na západě, kde Peršané těžili z vnitřních řeckých rozbrojů, kulminujících od třicátých let peloponnéskou válkou. V ní král Dareios II. (423–404 př. n. l.) podporoval Spartu proti Athénám (především finančně), což mu nakonec vyneslo uznání perské svrchovanosti nad řeckými obcemi v Malé Asii.

### Pozdní doba

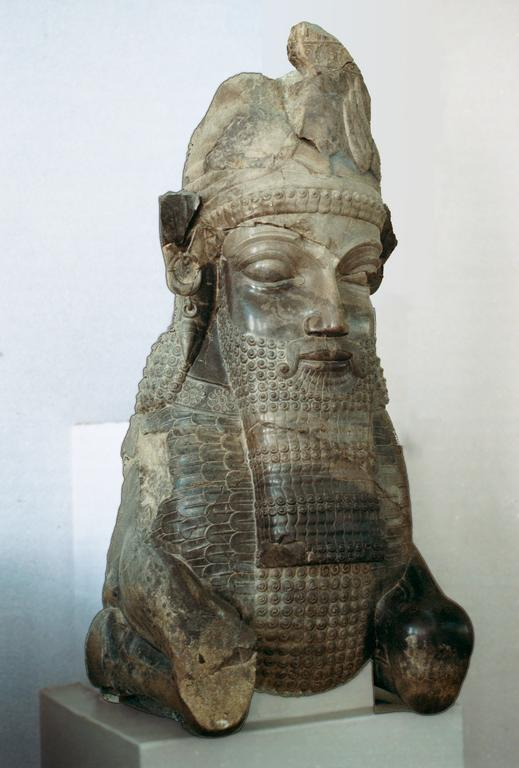
Hlava achaimenovského krále

Závěr 5. století př. n. l. představoval pro říši období vnitropolitických zmatků. V letech 404–401 př. n. l. vypověděl centru poslušnost Egypt a zhruba v téže době došlo i k zápasu o trůn mezi novým králem Artaxerxem II. a jeho bratrem Kýrem Mladším, podporovaným řeckými žoldnéři. Třebaže občanská válka nakonec skončila Kýrovou smrtí v bitvě u Kunax a návratem Řeků do vlasti (anabáze), Egypt se na šedesát let zcela vymanil z perské kontroly – šlo o první podstatnou územní ztrátu od vzniku monarchie.
Achaimenovskou politiku vůči Řekům charakterizoval v této době odklon od Sparty, jejíž předáci se zdráhali splnit některé své sliby z předchozích let. Během korintské války (399–386 př. n. l.) tak stála říše po většinu času na straně Athén, Théb a Korintu. Po vítězství protispartské koalice nadiktoval Artaxerxés II. znesvářeným stranám tzv. „královský mír“, v němž se objevila klauzule, zaručující Peršanům svrchovanost nad Malou Asií. Skutečným hegemonem Řecka se však stala Sparta.
V šedesátých letech 4. století př. n. l. propuklo v Malé Asii několik vzpour, dříve označovaných jako „velké povstání satrapů“, které současníkům ukázaly, že reálná moc perských králů na západě je mizivá. Lokální vládci, jako byl například Mausollos v Karii, zaujímali prakticky nezávislé postavení a jen neochotně se podřizovali autoritě velkokrále. Až nástup energického Artaxerxa III. umožnil Peršanům dostat situaci jakž takž pod kontrolu.
Artaxerxés III. (359–338 př. n. l.) byl po dlouhé době panovníkem, schopným prosazovat ofenzivní politiku a připraveným znovuobnovit vliv centra v celém prostoru říše. Jeho hlavním cílem bylo především dobytí Egypta – jediné perské provincie, která i oficiálně dávala najevo svou samostatnost. Po počátečních neúspěších se to roku 343 př. n. l. nakonec podařilo. Než však mohl Artaxerxés podniknout další restaurační opatření, dal ho eunuch jménem Bagoas otrávit; tím de facto skončila aktivní politika Peršanů.
Na jaře 334 př. n. l. se na pobřeží Malé Asie vylodil s vojskem mladý makedonský král Alexandr III., vystupující jako hegemon Řecka, a již v květnu téhož roku poprvé porazil perské jednotky na řece Gráníku. Následovala bitva u Issu v Kilikii, které se již osobně zúčastnil jeden z Artaxerxových nástupců, Dareios III., a roku 331 př. n. l. bitva u Gaugamél, jež zpečetila Alexandrovo vítězství. Dareios III. byl na útěku zabit, jeho vrah satrapa Béssos dopaden Makedonci a popraven, Persepoli zničila plenící soldateska. Během zhruba pěti let zanikl rozlehlý stát, jenž určoval osudy Předního východu více než dvě století.
V době svého vyvrácení Alexandrem byla monarchie, vytvořená kdysi Kýrem II., ještě zcela intaktním státním útvarem. Správní struktury zavedené Dareiem I. fungovaly, centrum i periferie profitovaly z dálkového obchodu, králové se chovali tolerantně vůči náboženskému smýšlení svých poddaných. Lehké vítězství Makedonců lze vysvětlit spíše taktickými schopnostmi Alexandra Velikého a jeho vojevůdců než vnitřním rozkladem upadajícího státu. Vezmeme-li navíc v úvahu, že Alexandr vystupoval vůči Pešanům nanejvýš vstřícně a prezentoval se jako následník achaimenovských králů, nebyl přechod z hlediska současníků nijak dramatický, vlastně šlo jen o nahrazení jedné dynastie druhou.

## Genealogie rodu
```
 
Achaimenés
 
705
–
675

  |
  +----- 
Teispés
 
675
–
640

           |

Ariaramnés
 --+--
Kýros I.
 
640
–
600

 |             |
 |             + 
Kambýsés I.
 
600
–
559

 |                |
 |                + 
Kýros II.
 
559
–
530

 |                  |
 |                  +-- 
Kambýsés II.
 
530
–
522

 |                  |
 |                  +-- 
Smerdis
 † 
525
 (?)
 +-- 
Arsamés

      |
      +-- 
Hystaspés

          |
          +-- 
Dareios I.
 
522
/
521
–
486
 (dvanáct známých synů)
              |
              +-- 
Xerxés I.
 
486
–
465

                  |
                  |- Dareios † 
465

                  |
                  +-- 
Artaxerxés I.
 
465
–
424
 (osmnáct synů)
                      |
                      +-- 
Xerxés II.
 
424
–
423

                      |
                      +-- 
Sogdianos
 
423

                      |
                      +-- 
Dareios II.
 
423
–
404

                          |
                          +-- 
Kýros Mladší
 † 
401

                          |
                          +-- 
Artaxerxés II.
 
404
–
359

                          |   |
                          |   +-- 
Artaxerxés III.
 
359
–
338

                          |       |
                          |       +--
Arsés
 
338
–
336

                          |
                          +-- Atostés
                              |
                              +-- Arsanés
                                  |
                                  +-- 
Dareios III.
 
336
–
330
```